# Cyprien Gaillard
Pour les articles homonymes, voir Gaillard.
Cyprien Gaillard né en 1980 à Paris est un plasticien français.
Son travail interroge avec humour les traces que l’Homme laisse sur la nature, oscillant entre minimaliste, vandalisme, romantisme et land art. Son œuvre est très variée de la sculpture à la peinture, de la gravure à la photographie en passant par la vidéo, la performance et l’intervention dans l’espace public.

## Biographie
Né à Paris en 1980, Cyprien passe son enfance près de la Silicon Valley en Californie, son père travaillant pour la société de jeux vidéo Atari. Dans ses escapades urbaines à skate-board, il côtoie ses premières ruines en arpentant les espaces et les architectures abandonnés. De retour à Paris, il passe une adolescence rebelle et fait une première expérience du land art avec Real Remnants of Fictive Wars (série de photographies et vidéos, 2003-2008) lorsqu’il filme des nuages de poudre d’extincteurs volés qu’il a déclenchés dans un jardin public. En 2004, il intègre l’École cantonale d'art de Lausanne (ECAL).
Le prix Marcel-Duchamp lui a été décerné le 23 octobre 2010.

## Œuvre
Le modus operandi de Cyprien Gaillard transgresse les règles morales et légales. Gaillard est notamment influencé par la notion d’entropie (idée de désordre, du pouvoir transformateur et destructeur des forces de la nature) développée par l’artiste de land art Robert Smithson, d’où son engouement pour la ruine. Son œuvre s’intéresse aux vestiges de l’architecture moderne qu’il représente sur le point de se faire envahir par la nature. Fréquemment, Gaillard décrit son travail comme « vandalisme ».

## Arts graphiques

### Believe in the Age of Disbelief
Dans la série de cinq gravures Believe in the Age of Disbelief (2005), une tour d’habitation, symbole de l’architecture moderne, se dresse au milieu d’une gravure de paysage hollandais du XVIIe siècle. À l’image du peintre ruiniste Hubert Robert en son temps, Cyprien Gaillard fait de l’architecture moderne une ruine pour la mettre en valeur selon le précepte de Denis Diderot pour qui « Il faut ruiner un palais pour en faire un objet d'intérêt. »

### The New Picturesque
La série The New Picturesque (2007) interroge la représentation de la nature à travers la notion de « pittoresque » à savoir « ce qui mérite d’être peint ». Il souligne la qualité pittoresque originelle des peintures de paysages des XVIIIe et XIXe siècles en effaçant tout élément narratif avec de la peinture blanche.

### Geographical Analogies
« Tout est archéologie dans une ville, tout est ruine »

— « Entretien avec Cyprien Gaillard », Code Couleur, no 11, septembre-décembre 2011.
Geographical Analogies (2006-2013) est une enquête archéologique issue de sa pratique d’une « archéologie du présent ». Cette œuvre est une exposition de 900 polaroids pris aux quatre coins du monde par l’artiste, répertoriés et rassemblés par groupes de neuf puis exposés sous vitrine comme des reliques. Dans ce travail Cyprien Gaillard met en parallèle, par exemple, les ruines antiques du Mexique et les cités HLM du Bronx.

### Field of Rest
Field of Rest (2012) est une série de polaroids encadrés par une marie-louise à étages biseautés représentant des paysages entropiques, des sculptures, ou des bâtiments abîmés par le temps et l’Homme. Dans la lignée des Geographical Analogies, cette série fait référence à la société contemporaine productrice de ruines.

### Underground Resistance, Underground Renewal
En 2015, dans le cadre d'une commande publique, Cyprien Gaillard réalise pour la Chalcographie du Louvre une gravure à l'eau-forte intitulée Underground Resistance, Underground Renewal.

## Performances

### Real Remnants of Fictive Wars
La série Real Remnants of Fictive Wars (2003-2008) en photographies et vidéos est un geste minimal qui met en valeur la beauté de la nature par le nuage artificiel vaporeux des extincteurs tout en la vandalisant. Une des vidéos enregistre des images au voisinage de la Spiral Jetty de Robert Smithson ; une installation de land art réalisée en 1970 au bord du Grand Lac Salé, dans l’Utah.

### Dunepark

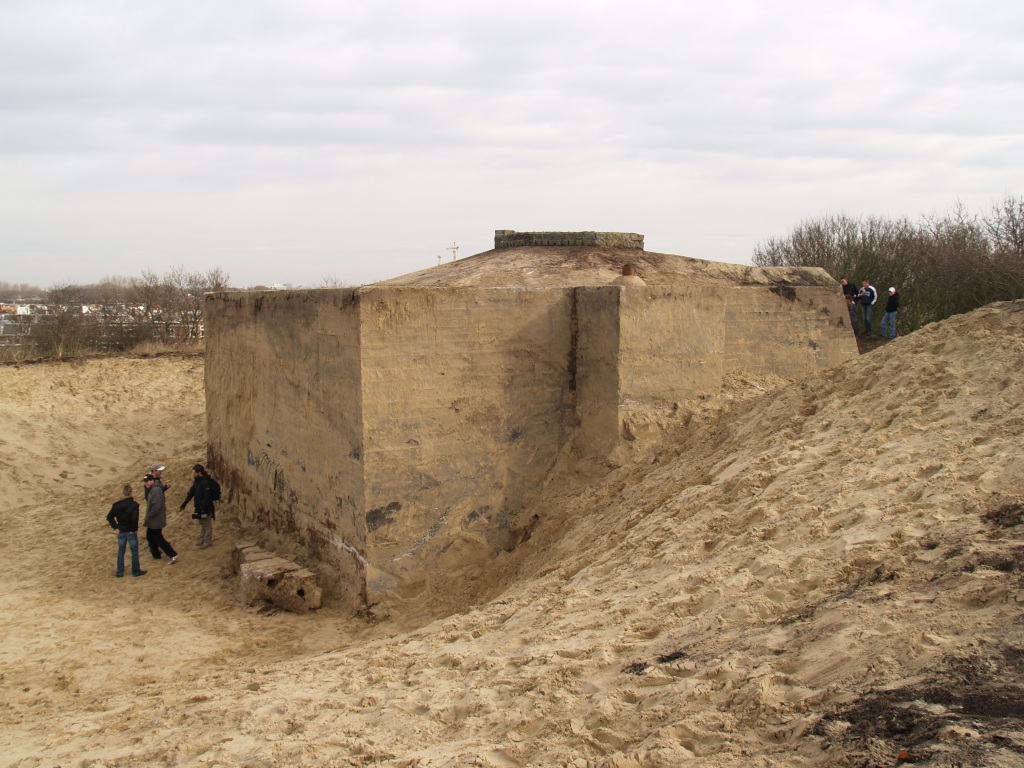
Dunepark (2009).

En 2009, lors d'une rénovation urbaine aux Pays-Bas, un bunker de la Seconde Guerre mondiale enterré dans une colline surplombant la plage de Schéveningue est redécouvert. Sur ce site destiné à accueillir de nouvelles constructions de logements, Cyprien Gaillard décide avec l'aide de la Fondation Atlantikwall Scheveningen Museum et d'engins de terrassement de l'excaver complètement. Ce faisant, il critique la manière de faire la ville aujourd'hui qui consiste à enterrer l'architecture obsolète sous les nouvelles couches de développement urbain. Le processus de déterrement est aussi vu comme une forme de sculpture en négatif.
C'est avec ce travail, présenté sous forme de vidéo à la FIAC à Paris que Cyprien Gaillard remporte le prix Marcel-Duchamp en 2010.

### Pruitt-Igoe Falls
Pruitt-Igoe Falls (2009) est une vidéo dont le titre fait référence à un quartier d’habitat social éponyme des années 1950 à Saint-Louis aux États-Unis. Rapidement dégradé, sa destruction est programmée 18 ans plus tard. Le film d’environ 6 minutes est composé de deux plans fixes : l’un sur la démolition d’un immeuble du quartier de Sighthill à Glasgow de nuit et l’autre sur un travail d’illumination des chutes du Niagara à la tombée de la nuit. Les présentant l’une à la suite de l’autre, Cyprien Gaillard fait une analogie entre la puissance et la beauté d’une chute d’eau dans la nature présentée comme un spectacle et la chute d’une architecture mise en lumière qui devient elle aussi un spectacle.

### The Recovery of Discovery
The Recovery of Discovery (2011) est l’installation d’une sculpture pyramidale constituée de 72 000 bouteilles de bières importées de Turquie, qui dénonce le geste barbare du colonialisme touristique par le fait d’extraire des éléments architecturaux de leurs sites d’origine pour les exposer dans des musées. Cette installation se veut participative et par la même occasion autodestructrice en invitant les visiteurs à grimper sur la pyramide et à consommer les bières qui la composent.

### Nightlife
Nightlife (2015) est une projection 3D avec son de 14 min 56 s. Elle met en scène Le Penseur d'Auguste Rodin (endommagé lors d’un attentat en 1970 à Cleveland), des végétaux secoués par le vent à Los Angeles et Cleveland (dont le chêne survivant des quatre offerts à Jesse Owens pour chacune de ses médailles d’or aux Jeux olympiques de 1936 à Berlin), un feu d'artifice à Berlin. La bande-son a été créée à partir des samples de deux versions de la même chanson d’Alton Ellis Blackman’s World de 1969 et Black Man’s Pride de 1971, dont le refrain est passé de « I was born a loser » à « I was born a winner ».

## Activités annexes
Cyprien Gaillard pose pour le photographe de mode Terry Richardson pour la collection automne/hiver 2010 de la marque New-Yorkaise Supreme.

## Vie privée
Cyprien Gaillard est en couple depuis 2013 avec le mannequin britannique Lily Donaldson.

## Récompenses
- 2005 : aide à l'édition, Arcadi.
- 2006 : aide individuelle à la création, DRAC Île-de-France.
- 2007 : prix Audi Talent.
- 2008 : prix Académie Les David.
- 2010 : prix Marcel-Duchamp »[13].
- 2010 : prix Karl-Ströher.
- 2011 : Preis der Nationalgalerie für junge Kunst, Berlin[14].

## Expositions
- 2008 :
  - Glasgow 2014, organisée par Tom Morton, Hayward Gallery, Londres.
- 2009 :
  - Sedimented Landscapes, Laboratorio 987, MUSAC, Museo de Arte Contemporáneo de Castilla y León, León.
- 2010 :
  - Cyprien Gaillard, Mario Garcia Torres, Hirshhorn Museum and Sculpture Garden, Washington.
  - Museum für Moderne Kunst, Francfort-sur-le-Main.
  - Obstacle to Renewal, Kunsthalle Basel, Bâle.
  - Disquieting Landscapes, Wexner Center for the Arts, Columbus.
- 2011-2012 :
  - UR, Espace 315, Centre Pompidou, Paris[15].
- 2015 :
  - La Vie moderne, 13e Biennale de Lyon au musée d'Art contemporain de Lyon[16].
- 2018 :
  - Nightlife, fondation Louis-Vuitton, Paris.
- 2019 :
  - Biennale de Venise, deux installations (Ocean II Ocean, L'Ange du foyer (Vierte Fassung)).
- 2022 :
  - HUMPTY \ DUMPTY, exposition en deux parties au palais de Tokyo et à Lafayette Anticipations, Paris.